# Harrison Scott
Pas d'image ? Cliquez ici
Harrison Scott, né le 5 mars 1996 à Althorne, est un ancien pilote automobile britannique.

## Carrière

### Résultats en monoplace
| Saison | Championnat                                 | Écurie                | Courses | Victoires | Pole positions | Meilleurs tours | Podiums | Points | Classement |
| ------ | ------------------------------------------- | --------------------- | ------- | --------- | -------------- | --------------- | ------- | ------ | ---------- |
| 2013   | Formule Ford britannique                    | Falcon Motorsport     | 30      | 1         | 1              | 2               | 16      | 634    | 2e         |
| 2014   | Formule Ford britannique                    | Falcon Motorsport     | 30      | 5         | 6              | 4               | 23      | 711    | 2e         |
| 2015   | Eurocup Formula Renault 2.0 (en)            | AV Formula            | 17      | 0         | 0              | 0               | 1       | 45     | 12e        |
| 2015   | Formula Renault 2.0 NEC                     | AV Formula            | 4       | 0         | 0              | 0               | 0       | 61     | 20e        |
| 2015   | Championnat de Grande-Bretagne de Formule 4 | Douglas Motorsport    | 8       | 2         | 1              | 2               | 6       | 197    | 2e         |
| 2016   | Eurocup Formula Renault 2.0 (en)            | AV Formula            | 15      | 3         | 2              | 0               | 6       | 172    | 4e         |
| 2016   | Championnat de Grande-Bretagne de Formule 3 | HHC Motorsport        | 8       | 0         | 0              | 0               | 2       | 130    | 17e        |
| 2016   | Euroformula Open                            | Teo Martín Motorsport | 2       | 0         | 0              | 0               | 1       | 0      | n.c        |
| 2016   | Championnat d'Espagne de Formule 3          | Teo Martín Motorsport | 2       | 0         | 0              | 0               | 1       | 0      | n.c        |
| 2017   | Euroformula Open                            | RP Motorsport         | 14      | 12        | 11             | 9               | 13      | 340    | Champion   |
| 2017   | Championnat d'Espagne de Formule 3          | RP Motorsport         | 4       | 4         | 3              | 3               | 4       | 0†     | n.c        |
| 2018   | Championnat d'Asie de Formule 3             | Hitech Grand Prix     | 3       | 0         | 0              | 0               | 0       | 26     | 14e        |
| 2018   | Pro Mazda Championship                      | RP Motorsport         | 12      | 2         | 1              | 0               | 6       | 223    | 8e         |

† Pilote invité, inéligible aux points